# スクラップ・ティーチャー〜教師再生〜
『スクラップ・ティーチャー〜教師再生〜』（スクラップティーチャー きょうしさいせい）は、2008年10月11日から12月13日まで毎週土曜日21:00 - 21:54に日本テレビ系の「土曜ドラマ枠」で放送された日本のテレビドラマ。通称『スクティー』。全9話。ただし、11月29日は『タモリ教授のハテナの殿堂?』が放送されたため休止となった。
主演はHey! Say! JUMPの中島裕翔、山田涼介、知念侑李、有岡大貴。

## あらすじ
城東区立第八中学校は統廃合の噂があった。そこに通う中学生である久坂秀三郎は落ちぶれていく教師達、心が荒れ果てた生徒達、荒廃していく学校の姿に悲観していた。そんなある日の学校に突如、久坂のクラスに高杉東一、吉田栄太郎、入江杉蔵が転校してくる。彼らはダメ教師を再生させるためにやってきたという。

## キャスト
主役四人と田町役の足立、品川役の田中以外、名前は本名と同じ物を、女子生徒の苗字はそれぞれ地名（駅名）から由来している。

### 2年B組生徒
久坂 秀三郎（くさか しゅうざぶろう）
演 - 中島裕翔（Hey! Say! JUMP）
自身の通っている学校のダメっぷりに心を痛めている。サッカーを得意としている。優しく正義感は強く直向きだが不器用かつ優柔不断で、損をする事も多い。生徒の中で唯一教師を信じている事でクラスから少し浮いた存在である。沢渡、楠本、美濃部の3人からいじめを受けている。高杉、吉田、入江と共にダメ教師と学校を更生しようと奮闘するも、意見の食い違いから3人と対立をする事もある。
名前の由来は久坂玄瑞の幼名。
高杉 東一（たかすぎ とういち）
演 - 山田涼介（Hey! Say! JUMP）
2年B組に転校してくる謎のスーパー中学生。3人の中でリーダー格。剣道を得意とする。決め台詞は「無様だ」。
時には入江、吉田と意見の食い違いの起きる事も。合唱部に属しているものの、合唱では音痴（克服したいと思っている）だが、1人ならば普通に歌える。「今の日本の学校は、全部潰れればよい」という考えを持った現教育否定論者。無能な教師は容赦なく制裁するが、同時に更生も促す。辛辣家かつ負けず嫌い。しかし実際は律儀かつ繊細。吉田、入江とは異なり、女子からの人気は全くない。しかしどういう訳か土屋(男子)に思いを寄せられている。
最終回で転校し、杉先生のことを教師として認める。「本当は音痴ではない」と久坂に合唱部の皆に伝えてほしいと告白した。
名前の由来は高杉晋作の通称。
吉田 栄太郎（よしだ えいたろう）
演 - 知念侑李（Hey! Say! JUMP）
2年B組に転校してくる謎のスーパー中学生。運動神経は抜群。常に笑顔。しかし冷静な視点を持ち、和を重んじる頭脳派で、何を考えているか分からない。怒ると怖く敵と見た者に対する二人称は「貴様」に変わる。園芸部に属しており、野菜栽培を趣味にしている。また、何か決意をすると丁髷にして意志を突き通す動作をする。絵心はないものの、女の子の人気は高い。
最終回で転校。
名前の由来は吉田稔麿の幼名。
入江 杉蔵（いりえ すぎぞう）
演 - 有岡大貴（Hey! Say! JUMP）
2年B組に転校してくる謎のスーパー中学生。世知に長け、客観的な視野を持つ。料理部に属している。和を重んじ、発想は柔軟。器用で機転も利くまとめ役的存在。実家は四国で道場を営み、祖父は古武道の達人。情報収集と料理を得意とする。女性人気は高い。「ポチ」という名の犬を飼っており、その犬は狼と犬のハーフ。
最終回で転校。
名前の由来は入江九一の通称。
沢渡 岬（さわたり みさき）
演 - 髙畑岬（B.I.Shadow）
7話のメイン生徒。久坂、転校生3人と対立をしている不良グループ3人組のリーダー的存在。学校の生活に退屈しており、授業はほとんど空聞かず。教師を馬鹿にしている。空手の有段者。母子家庭で、母親はスナックをしており、教師達は沢渡がグレているのは母親のせいだと見ている。2年B組の中では嫌われた存在だったものの、唯一心を開く同級生の上野まりやと交際をしている。
7話で滝先生と交流を持ち、不良や暴走族から暴行されるところを高杉ら3人に救われた事から少しずつ久坂や杉先生らにも心を開いていくようになった。
楠本 風磨（くすもと ふうま）
演 - 菊池風磨（B.I.Shadow）
久坂、転校生3人と対立をしている不良グループの1人。威勢は良く尊大。他校の不良グループや怖そうな高校生からも一目を置かれている。
美濃部 健人（みのべ けんと）
演 - 中島健人（B.I.Shadow）
久坂、転校生3人と対立をしている不良男子グループの1人。口調は優しく丁寧、しかし損得勘定で判断をする。学校の外で何をしているかは謎。
上野 まりや
演 - 西内まりや
7話のメイン生徒。沢渡と交際をしているものの、沢渡の事を良く思わない母親からそのことを反対されている。
大崎 沙莉
演 - 伊藤沙莉
2話のメイン生徒。構って欲しいとの思いから万引きを2回も繰り返してしまう。しかしそれでも処分無しで終わらせようとする学校の体質に疑問を感じるようになる。生活指導主任の高須の考えを変えさせるきっかけを作った生徒。数字をふった鉛筆でテストの答えを適当に書いたりする事もあり、そのお陰で校長のテストの点数改ざんの発覚に繋がった。何か困った事になると「てへっ」と言って誤魔化す。吉田、入江に好意を持っている女子生徒の1人。6話では金沢の生徒会選挙の応援を頑張ったりもしている。
木ノ内 誠
演 - 伊東誠
4話のメイン生徒。実家は仕出し弁当屋。2年B組においてパッとしない生徒。運動は苦手で走ることは不得意だった。そんな自分を変えるため、自分から進んでマラソン大会参加を決める（2年B組の代表）。途中で転んだものの、高杉、入江、吉田の助けもあり、何とか完走した。
三島 奈美
演 - 磯貝奈美
5話のメイン生徒。2人しかいない漫画研究会に属している。吉田、入江に好意を持っている女子生徒の1人。マンガフェスタに参加をする事を目的に吉田をスカウトし、それは後に吉田の杉先生に対する見方を変えさせるきっかけになった。
品川 まなみ
演 - 田中あさみ
5話のメイン生徒。三島と同様、2人しかいない漫画研究会に属している。吉田、入江に好意を持っている女子生徒の1人。三島と共にマンガフェスタに参加をする事を目的に吉田をスカウトした。6話では選挙に立候補した金沢の推薦人を務めていた。
金沢 瑞貴
演 - 指出瑞貴
6話のメイン生徒。お洒落系。本人はやる気は無かったものの、内申書のためだけという親の命令からしぶしぶ生徒会長に立候補。当選した当初は戸惑っていたものの、最終的に優秀な生徒会長になった。4話では木ノ内の店を手伝っていた。
田町 のん
演 - 足立梨花
3話において、裏サイトにコメントを書き込んだ事を杉にカミングアウトした。しかし中傷的書き込みは間違ってもやっていないと否定した。6話では金沢の生徒会選挙の応援を頑張ったりもしている。吉田、入江に好意を持っている女子生徒の1人。
土屋 大輔
演 - 新井大輔
6話において、高杉と共に選挙に立候補した久坂の推薦人を務めていた。少し変わり者だが人当たりはよい。大の鉄道ファン。高杉の事を凄く気に入っており、度々鉄道関連のイベントに誘おうとアプローチをかけている。
月岡 隆一郎
演 - 恵隆一郎
高杉と同じ合唱部に属している少年。合唱だと音痴になってしまう高杉と音程を合わせようと思い、色々苦労している。性格はちょっと感動屋。
金田 拓朗
演 - 岡本拓朗
トレードマークは坊主頭。2年B組における、お笑い担当のお調子者。4話ではマラソンの練習で家を手伝えない木ノ内に代わり、久坂と共に進んで仕出し弁当屋を手伝っていた。元陸上部。
目白 花菜
演 - 沼倉花菜
入江に対してラブレターを書いてしまうほどの恋愛感情を持っている。ただし奥手でラブレターを直接渡すことは出来なかった。6話では金沢の生徒会選挙の応援を頑張ったりもしていた。
福島 恵里菜
演 - 角池恵里菜
何故かいつも机の上に犬のぬいぐるみを置いている。髪型は三つ編みでおさげにしている。吉田、入江に好意を持っている女子生徒の1人。
両国 愛里紗
演 - 佐野愛里紗
2年B組における学級委員長を務めている。あまり目立たなかったものの、クラス思いの良い性格をしている。吉田のやり始めた木植えを積極的に手伝っていた。
高崎 瑞希
演 - 水嶋瑞希
女子の中で唯一赤の入った茶髪に髪を染めている。しかし別に不良ではないらしく、4話では木ノ内の店を手伝っていたり、6話では金沢の生徒会選挙の応援を頑張ったりもしていた。
日置 祥太朗
演 - 間宮祥太朗
少しクールっぽい性格のようであるが、4話では木ノ内の頑張りに感心して、（久坂らを除いて）真っ先にエールを送り、その後マラソンの練習で家を手伝えない木ノ内に代わり、進んで仕出し弁当屋を手伝っていた。
水島 成吾
演 - 桑原成吾
2年B組の生徒であるものの、クラスの生徒の中では一番出番も台詞も少なかった。

### 教師
滝 ゆう子（たき ゆうこ）
演 - 加藤あい
教員採用試験に不合格だったため、社会科非常勤講師として勤務している。カップラーメンが好物で、職員室や学校の屋上でよく食べている。給料が少ないので「来来酒家」という中華料理店でのアルバイトを掛け持ちしたり、将来の生活を考えて高須に結婚を申し込んだが付き合っていないという理由で相手にもされなかった。いつもダメ男ばかりに惹かれてしまう。生徒と本気で向き合う杉のことを羨ましく思っており、不良たちが久坂・大崎を倉庫へ連れ去るのを尾行したり、「A組の大魔王」の正体を突き止めようと高杉たちに依頼したりするなど、何かと杉に協力する。時には彼に対し言葉を与えることもある。特に高須は年上なのに、呼び捨てで言っている。
後に高須と結婚して、30年後には校長になり、杉と同じ学校に勤めた。校長として赴任した学校名は「子島町立 子島第三中学校」である。
杉 虎之助（すぎ とらのすけ）
演 - 上地雄輔
2年B組の担任で、担当教科は数学。29歳。「先生になる」という夢を目指し、大学入試に3回、教員採用試験に5回落ちるも、それを乗り越えた。赴任当初も理想に燃え、やる気みなぎる情熱的な性格だったが、統廃合が決まった学校の現状にのまれ、ダメ教師に成り下がってしまう。だが、転校してきた高杉との剣道の勝負や久坂の言葉がきっかけで、再び学校を変えようと奮闘する。高須からは、「新人」と呼ばれる。始業式での着任挨拶の台詞から、金八先生に憧れていることがうかがえる。また、『ごくせん』のファンであり、架空の存在であるヤンクミを尊敬している。
30年後、校長になった滝（高須）と同じ学校に勤め、久坂・高杉・吉田・入江達の息子の担任となった。その時は定年間近で優秀な教師だった。
松尾 悟史（まつお さとし）
演 - 向井理
2年A組の担任で、担当教科は英語。教師としては優秀だが、非常にプライドが高く自己中心的な性格で、他のダメ教師を見下している。特に杉に対しては苛立ちを覚え疎んじており、何かと妨害行為を行う。
父親も教師であったが、まっすぐで素直な性格であったことが仇となり、教え子のいじめ問題の責任から自殺してしまった。このことから父親と同じくまっすぐな性格である杉のことを疎ましく思い、数々の妨害行為を行っていた。
しかし最終話でかつての父親の教え子から父親の教えについて聞き、その後、杉の言葉を受けることで、涙を流し改心した。
高須 久公（たかす ひさきみ）
演 - 八嶋智人
2年の学年主任・生活指導主任であり、担当教科は国語。学校の現状に対し大人の振る舞いを見せ、常に自分の考え全てが正しいと思い込んでいる。教師の中ではノリのいいムードメーカー役。周囲には弱気な姿勢を見せることもあるが、杉や滝には強気である。しかし、内心では彼らを心配している。常にアームカバーを着用しており、中に色々な物を入れている。本人によると「その臭いは4次元」。滝がアルバイトをしている中華料理店の常連でもある。
高校時代はサッカー部所属。第2話では大崎の万引きをなかったことにしようとしたため、高杉達のサッカー勝負に負け、改心した。後に滝と結婚した。
豪徳寺 秋美（ごうとくじ あきみ）
演 - 南野陽子
担当教科は社会。ブランドと通販が大好きな独身のお局教師。職員室では音楽を聴きながら踊っていることが多い。よく滝に対して嫌味を言う。思ったことを口に出してしまう性格で生徒から恐れられているが悪気はない。自分磨きに余念が無く、週3回のジム通いと毎週のエステは欠かさない。長年、この学校に勤務している（引き取り手がないという噂も）らしく、校内の力関係も完璧に把握している。
マンガ研究会の顧問だが、上記のような私用で精一杯なために部の活動に全く興味・理解がない。挙句の果てには第5話で活動停止処分を下すが、その後高杉達の罠で制裁され改心した。
最終話では、生徒が八中存続のために頑張っているのを見て感化され、八中の統廃合廃止の署名活動に協力した。
榎戸 庄助（えのきど しょうすけ）
演 - 升毅
校長。第1話では多忙のあまり、鬱状態に陥っており、杉の言葉を聞いて窓から飛び降りそうになったほどである。
第8話で2年B組の期末テストの点数を改ざんし、高杉に制裁を加えられたときは、たった1問の5点で生徒の努力を無駄にしたくなかったと言い訳をしたが、実は30点位は水増ししており、自分の面子のためであった。それを知った杉に殴りつけられ、更に2年B組の生徒全員の怒りも買う。杉に処分を下すが、後にそれを杉の愛の鞭だということにし、杉の処分を取り消した。
ジョン 崎田（じょん さきた）
演 - 仲本工事
担当教科は国語。妻はクラウディアというドイツ人。のんびり屋な性格だが、競馬のこととなると豹変し、小田島と共に職員室で競馬に興じることが多い。定年間近であり、定年退職後は学習塾の理事になる話が持ち上がっていた。生徒会顧問であり、第6話にて生徒会長に立候補した金沢の親から依頼され、金沢を生徒会長に当選させるべく裏工作を行うが、杉が選挙の手伝いをしに来たときに不正が発覚する。杉に何度も土下座し許しを得るが、高杉は不正に感づいていた。その後、高杉が崎田の妻を学校に呼び出し、妻に崎田が不正を働いたことをドイツ語で告げ（崎田はドイツ語が話せない）、妻は崎田に離婚を申し出た。
生徒が八中存続のために頑張っているのを見て感化され、八中の統廃合廃止の署名活動に協力した。
矢吹 一（やぶき はじめ）
演 - 六角精児
教頭。ネガティブかつ心配性な性格。極度の事なかれ主義のため、なるべく波風を立てないように物事を進めようとしている。教頭になる前は国語の教師だった。
杉が保護者からの苦情や矢吹の忠告を無視してまで木ノ内にマラソンの練習を許可していることに憤慨し、様々な理由をつけ（一部は捏造であった）、杉のことを指導力不足教師として教育委員会に提出する報告書をパソコンで作成していたが、これを高杉に見られてしまう。次の日教室に呼び出され、中学の入試問題で吉田と対決させられるが完敗し、逆に矢吹自身が免許を取り消されるべきなのでは、という旨のことを言われた。
四方田 昭彦（よもだ あきひこ）
演 - 内田紳一郎
担当教科は美術。カツラであることを隠しているが、既に生徒にも教師にも知られている。プライドが高く尊大。自分の非を認めようとしない上に、すぐに生徒を叱りつけることから、嫌われている。学校の裏サイトで「A組の大魔王」のハンドルネームを使い、沢渡を中心に教師や生徒を中傷していたが、高杉達に判明された。その後久坂の行動により久坂と和解すると同時に改心した。
生徒が八中存続のために頑張っているのを見て感化され、八中の統廃合廃止の署名活動に協力した。
扇田 のぶ子（せんだ のぶこ）
演 - 藤本静
担当教科は音楽だが、音痴。ただし、楽器の演奏は得意。合唱部の顧問。乙女趣味で、机の上にぬいぐるみを大量に置いている。既婚で、旦那としょっちゅう喧嘩をしては職員室で号泣している。
小田島 大吾（おだじま だいご）
演 - かねちくけんじ
担当教科は理科。常に白衣を着ている。イギリス留学時代から競馬に熱中しており、崎田と共に職員室で競馬に興じることが多い。大人しいがおっとりとしており、生徒からは好かれている。
蓮見 健（はすみ けん）
演 - 増田修一朗
担当教科は体育で、元水泳選手。筋肉フェチで露出狂。女子生徒とのスキンシップが異様に多かったり、記録用と言いつつビデオ撮影を行う変態教師。
平山 郁美（ひらやま いくみ）
演 - ハンサム判治（デブパレード）
担当教科は技術。柔道部の顧問であり、柔道4段の腕前を持つ。生徒を全く信用しておらず、校内を我が物顔で闊歩しており、生徒や職員から怖がられている。
柄谷 信人（からたに のぶと）
演 - 平方元基
担当教科は理科。未だに学生気分が抜け切れていない若手教師。校内でも携帯電話で話したり、メールをしたりしている。教師になる前はスロットで生計を立てていた。

### その他
柴原 みどり（しばはら みどり）
演 - 住谷念美
滝がアルバイトをしている中華料理店「来来酒家」で働いている。常連客である高須に対して当たりが強い。
不良高校生
演 - 戸谷公人
第2話で登場。大崎を誘拐して、それを助けに来た杉にも暴行を加えるが、助けに来た高杉達により仲間たちと共に倒される。
他校の不良中学生
演 - 古宮健太郎（ジャニーズJr.）
第7話に登場した3人組。不機嫌だった沢渡に因縁を付けられ、ケンカになる。翌日暴走族のリーダーをしている兄（3人の内誰の兄かは不明）を呼び、仕返しをした。後は港町で兄の率いる暴走族を含めて大勢で沢渡を襲撃するが高杉達3人に撃退された。
暴走族のリーダー
演 - 阿部亮平
前述の不良中学生の1人の兄。弟を倒された復讐に沢渡を暴行した。警察の状況報告書によるとその際彼らも補導されたようだが、反省の色はない。沢渡がその報復に待ち伏せをしていたところにバイクや車で襲撃した。沢渡を助けに来た高杉達3人に敗北し、バイクで海に転落しそうになった恐怖のあまり失禁した。
瑞希の母
演 ‐ 竹内晶子
ゆう子の母
演 - ふくまつみ
第8話で登場。

## スタッフ
- 脚本 - 水橋文美江、江頭美智留、及川拓郎
- 演出 - 南雲聖一、茂山佳則、佐久間紀佳
- プロデューサー - 櫨山裕子、内山雅博
- 音楽 - 吉川慶、Audio Highs
- 音楽プロデュース - 志田博英
- 主題歌 - Hey! Say! JUMP「真夜中のシャドーボーイ」（ジェイ・ストーム）
- 美術デザイン -  高野雅裕
- アクションコーディネイター - 佐々木修平
- 技術協力 - NiTRo
- 美術協力 - 日本テレビアート
- 製作協力 - オフィスクレッシェンド
- 製作著作 - 日本テレビ
- 撮影協力 - テアトルアカデミー

## 放送日程
| 各話                                               | 放送日         | サブタイトル                | メイン生徒・教師                  | 脚本                  | 演出       | 視聴率 |
| -------------------------------------------------- | -------------- | --------------------------- | --------------------------------- | --------------------- | ---------- | ------ |
| 第1話                                              | 2008年10月11日 | ダメ教師VSスーパー中学生    | 杉 虎之助                         | 水橋文美江 及川拓郎   | 南雲聖一   | 12.6%  |
| 第2話                                              | 2008年10月18日 | 万引きの罪! 教師の罰!       | 大崎 沙莉 高須 久公               | 水橋文美江 及川拓郎   | 南雲聖一   | 12.2%  |
| 第3話                                              | 2008年10月25日 | 学校裏サイト涙の書き込み    | 四方田 昭彦                       | 佐藤久美子            | 茂山佳則   | 12.5%  |
| 第4話                                              | 2008年11月1日  | 最弱ランナー涙のゴール      | 木ノ内 誠 矢吹 一                 | 江頭美智留 水橋文美江 | 佐久間紀佳 | 10.2%  |
| 第5話                                              | 2008年11月8日  | 私は勝ち組! お局女教師に喝! | 三島 奈美 品川 まなみ 豪徳寺 秋美 | 水橋文美江 及川拓郎   | 南雲聖一   | 13.3%  |
| 第6話                                              | 2008年11月15日 | 疑惑の生徒会選挙に喝!       | 金沢 瑞貴 ジョン 崎田             | 佐藤久美子 水橋文美江 | 佐久間紀佳 | 10.7%  |
| 第7話                                              | 2008年11月22日 | 教師失格?! 恋のおまじない   | 沢渡 岬 上野 まりや 滝 ゆう子     | 江頭美智留            | 南雲聖一   | 11.5%  |
| 第8話                                              | 2008年12月6日  | 教師救出!白馬に乗った中学生 | 榎戸 庄助                         | 佐藤久美子            | 佐久間紀佳 | 10.9%  |
| 第9話                                              | 2008年12月13日 | さよなら スーパー中学生     | 松尾 悟史                         | 江頭美智留            | 南雲聖一   | 08.9%  |
| 平均視聴率 11.5%（ビデオリサーチ社調べ・関東地区） |                |                             |                                   |                       |            |        |

## 備考
- 有岡大貴、山田涼介、中島裕翔、知念侑李の4人は2008年4月に放送されたスペシャルドラマ『先生はエライっ!』で主演している。また『先生はエライっ!』の一部のスタッフ陣もこのドラマを手掛けており、一部の生徒役もこのドラマに出演している。
- 八嶋は前クールで放送されたフジテレビの『太陽と海の教室』でも、担当教科は違う（数学担当）も教師役を演じている。なお1999年に出演したナオミでは今回と同じ国語教師を演じていた。
- 第3話では、第1シリーズおよび第2シリーズ堂本剛、第3シリーズ松本潤、第4シリーズ亀梨和也、そして『スクラップ・ティーチャー』が放送された後に第5シリーズ山田涼介が主演した『金田一少年の事件簿』でそれぞれが演じていた金田一一の愛称『はじめちゃん』を加藤あいが演じる滝ゆう子が中島演じる久坂秀三郎に言うシーンがある。
- 第2話と第7話では、上地が掛け持ちしていたフジテレビの『セレブと貧乏太郎』のタイトルと過去に出演していた同局の『ごくせん』のヤンクミの名前を言うシーンがある。
- 第5話では、南野が音楽を聴きながら自身のヒット曲『吐息でネット』の振りをしているシーンがある。
- 第8話では、上地が自身の所属するユニットである羞恥心の曲『弱虫サンタ』をセリフとして言うシーンがある。
- 最終回では、南野が自身の出世作でもある『スケバン刑事II 少女鉄仮面伝説』と同じくヨーヨーを使っているシーンがある。最後の部分はヨーヨーを持ってドラマと同じポーズを決めていた。他にも自身が関西出身のため（兵庫県出身である）、関西弁で話しているシーンもあった。
- テレビ朝日系列とのクロスネット局である福井放送（FBC）では、遅れ放送をしているため、この番組が放送されている期間は、スポーツ中継の影響で時間変動がしばしばあった（特にラスト寄り2話は、本来と別の日時に放送された[5]）。
- 視聴率は初回から8話までは二桁を推移したが、最終回だけは一桁だった。
- 大崎の口癖はかつて同枠で放送された『女王の教室』での神田和美のセリフをアレンジし、ポーズはそのまま用いたものである。また大崎を演じた伊藤沙莉も田中桃役でこのドラマに出演していた。

## 突然ティーチャーQ!
『突然ティーチャーQ!』（とつぜんティーチャーキュー）は、日本テレビと読売テレビで本作放送前の20:54 - 21:00に放送されたクイズ番組。本作の内容に関連したクイズが出題された。

## 関連商品
- スクラップティーチャー 教師再生 DVD-BOX（2009年4月22日発売）